# Friesland-Phase
Die Friesland-Phase war eine Periode rasanter Klimaerwärmung zu Beginn des Holozäns.

## Definition
Der Begriff Friesland-Phase (bzw. Frieslandphase), auch Friesland-Schwankung oder Friesland-Oszillation, war 1973 von Johannes Iversen in Dänemark eingeführt worden. Er geht auf seine Typlokalität Friesland zurück. Iversen hatte ihn damals noch mit der Präborealen Schwankung gleichgesetzt, welche jedoch später ablief. Als Friesland-Schwankung war der Begriff bereits 1966 von Karl-Ernst Behre definiert worden.

## Zeitliche Stellung
Mit der Friesland-Phase beginnt das Präboreal und somit das Holozän. Sie folgt unmittelbar auf die Jüngere Dryas und wird von der Präborealen Schwankung (Rammelbeek-Phase) abgelöst.

## Datierung
Der Beginn des Holozäns und damit der Friesland-Phase wird gewöhnlich mit der Zeitspanne 9700 bis 9610 v. Chr. angegeben. In einer Neukalibrierung wird auch der Zeitraum 9530 bis 9500 v. Chr. ins Auge gefasst. Das Ende der Friesland-Phase wird mit dem Zeitraum 9480 bis 9400 v. Chr. datiert bzw. neukalibriert 9430 bis 9350 v. Chr.

## Beschreibung
Das Hauptmerkmal der Friesland-Phase ist eine sehr rasche Erwärmung, verdeutlicht im Anstieg der Sommerdurchschnittstemperaturen. Für den Temperaturanstieg ermittelten Bos u. a. (2007) anhand von Pflanzenvergesellschaftungen einen Julidurchschnittswert von bis zu 3 °C. Die δ18O-Werte in den Eisbohrkernen Grönlands zeigen bis zirka 9570 v. Chr. einen jähen Anstieg um 5 ‰, um dann wieder langsam abzufallen (mit Minimum bei 9440 v. Chr.). Eine vergleichbare Entwicklung besitzen die Δ14C-Werte, auch sie steigen anfangs um rund 20 ‰ an und kehren dann allmählich wieder in ihre Ausgangslage zurück. Vergleichbar ist auch die Entwicklung von δ15N und δ40Ar.
Gleichzeitig kam es aber auch zu einer Erhöhung des Niederschlags, jedoch zeigen die Schneeakkumulationswerte in Grönland eigenartigerweise ein Minimum zwischen 9470 und 9420 v. Chr. Die Temperaturerhöhung bedingte ihrerseits einen Anstieg in der biologischen Produktion und einen Übergang zu in organischem Kohlenstoff angereicherten Sedimenten. Der Anstieg verlief nicht einheitlich, sondern wurde nochmal von einem kurzzeitigen Kälterückfall unterbrochen, der zu Auflichtungen im Birkenwald führte. Gegen Ende der Friesland-Phase (Zeitraum 9500 bis 9450 v. Chr.) hatten im westlichen Zentraleuropa Seen einen hohen Wasserspiegel erreicht und die atmosphärische CO2-Konzentration war stark angestiegen (von 260 auf 330 ppmv).

### Auswirkungen auf die Vegetation
Generell kam es während der Friesland-Phase zu einem starken Anstieg der Baum- und Strauchpollen, rückläufig waren Süßgräser (Poaceae) und Kräuter höhergelegener Standorte.
In den Niederlanden antwortete die Vegetation unmittelbar nach der schlagartigen Erwärmung mit einer Ausdehnung des borealen Birkenwaldes im Zeitraum 9580 bis 9350 v. Chr., darunter vorwiegend Betula pubescens, Betula nana, aber auch Pappeln (Populus). Dem unmittelbar vorausgegangen war ein kräftiger Anstieg der Wacholderpollen (Juniperus). Die Kiefernbestände und die Nichtbaumpollen, darunter Krähenbeeren (Empetrum), waren generell rückläufig und die Heidekrautartigen (Ericales) verschwanden (in Ost- und in Westfriesland hatten die Kiefern zu Beginn der Friesland-Phase jedoch noch einen kurzzeitigen Vorstoß). Ehemalige Kiefernflächen wurden allmählich von Birken besetzt. Während des kurzzeitigen Kälterückfalls kam es stellenweise erneut zur Bildung offener Vegetation mit Zwergsträuchern und Kräutern.
Eine weitere Ausdehnung des Waldes wurde zu Beginn der Rammelbeek-Phase jäh unterbrochen und es dominierten von nun an Graslandschaften.

## Ursachen
Da kein externer Forcierungsmechanismus die starke Erwärmung ab dem Ende der Jüngeren Dryas ausreichend erklären kann, muss die Ursache in der internen Dynamik des Weltmeeres gesucht werden. Es wird davon ausgegangen, dass die ozeanische Zirkulation im Atlantik zwei stabilen Moden folgt. Während des letzten Glazials hatte sich das Weltmeer vorwiegend in einem kühleren Zirkulationsmodus stabilisiert. Ganopolski und Rahmstorf (2001) konnten aber nachweisen, dass es für den Umschwung vom kühleren zum wärmeren Modus nur einer geringfügigen Forcierung bedarf. Die Erwärmung wird durch einen positiven Rückkoppelungsmechanismus verstärkt, die so genannte advektive Rückkoppelung. Hierbei wird salzreiches Wasser der niederen Breiten durch die aufgrund der Erwärmung neu in Gang gekommene Zirkulation zu den Absinkgebieten gezogen – was seinerseits den Sinkprozess jedoch nur weiter verstärkt.